# Oliver Goldsmith
Oliver Goldsmith (Kilkenny West, 10 de noviembre de 1728-Londres, 4 de abril de 1774) fue un escritor y médico irlandés, conocido sobre todo por su novela El vicario de Wakefield (The Vicar of Wakefield) (1766), su poema pastoral La aldea abandonada (The Deserted Village) (1770) (escrita en memoria de su hermano), y sus obras The Good-natur'd Man (1768) y Doblegada para vencer (She Stoops to Conquer) (1771, representada por primera vez en 1773). También se cree que escribió el cuento clásico para niños The History of Little Goody Two Shoes. Perteneció al círculo del Dr. Samuel Johnson, quien siempre tendría en alta estima su obra (llegaría a decir "...nadie escribe como Goldsmith...." en respuesta a Horacio Walpole, quien llamó idiota inspirado a Goldsmith debido a la fama de manirroto y disoluto que tenía). Se cree que Johnson redactó y corrigió muchos de los poemas de Goldsmith.

## Trayectoria
Hijo de un eclesiástico, su padre quería que se dedicase a su misma profesión, pero el humor aventurero y despreocupado de Oliver y su gusto por la vida disoluta hicieron fracasar todos los intentos. 
La protección económica de un tío le permitió cursar estudios de medicina primeramente en Dublín, en el Trinity, y luego viajó a la Europa continental para completarlos, donde subsistió pobremente. Vivió en Francia, Alemania e Italia, llegando a dormir en graneros y a ganarse la vida tocando la flauta en fiestas campesinas y por las calles y los cafés de las ciudades por donde pasaba.
Se instaló en Londres en 1756, donde desempeñó brevemente varios empleos, entre ellos el de ayudante de boticario y el de ujier de una escuela. Perennemente endeudado y adicto al juego, Goldsmith autor de una ingente producción como escritor de poca monta en Grub Streetpara los editores de Londres, pero sus pocas y esmeradas obras le valieron la compañía de Samuel Johnson, con quien fue miembro fundador de "El Club". Allí, a través de otro miembro del Club, Edmund Burke, conoció a Sir George Savile, quien más tarde le conseguiría un trabajo en la Thornhill Grammar School. 
Samuel Johnson, lo ayudó a prosperar como escritor al conseguir que publicaran su Vicario de Wakefield, que fue un rotundo éxito. Tras él, vendrían otros como novelista, poeta y sobre todo dramaturgo, con lo que consiguió labrarse una sólida reputación, y pronto formó parte de los principales círculos de la capital inglesa. A lo largo de su vida, cultivaría los más diversos géneros: fue historiador, escribiendo historias de Grecia, Roma e Inglaterra; naturalista; novelista; poeta; dramaturgo; crítico literario; periodista;... Su fama en vida fue sólida, aunque la posteridad lo recuerda, dentro del ámbito personal, sobre todo gracias al retrato que de él se hace en La vida de Samuel Johnson, donde Goldsmith es mostrado como una persona un tanto orgullosa, vivaracha, fanfarrona y algo vanidosa, que sólo se deja amedrentar por la imponente figura del doctor Johnson. Muy valorado como escritor y dramaturgo (se le ha llegado a llamar la Niña Bonita de las letras inglesas), sus poemas han caído en el olvido por enmarcarse en la lírica dieciochesca augustana, poco sentida, y sus obras históricas y de ciencias naturales tienen hoy en día un carácter anecdótico, al adolecer de una falta de profundidad, rigor y originalidad, debido sobre todo a que el propio Goldsmith era alguien lego en tales materias, y abordaba su composición como un trabajo casi escolar.
Su fama póstuma se debe sobre todo a su papel como novelista, siendo su obra más conocida El vicario de Wakefield, acabado cuadro de la vida de la clase media y en torno a la figura de un sacerdote ejemplar, y en la que exalta la virtud con un estilo encantador. La obra es especialmente importante, al haber influido decisivamente en novelas tan variadas como todas las de la obra de Jane Austen, Las cuitas del joven Werther de Goethe, David Copperfield y Oliver Twist de Charles Dickens, entre otros. Es un antepasado del poeta Cecil Day-Lewis.
La prematura muerte de Goldsmith en 1774 pudo deberse en parte a su propio diagnóstico erróneo de una infección renal. Fue enterrado en la iglesia de Temple de Londres. La inscripción reza: "AQUÍ YACE/OLIVER GOLDSMITH". Originalmente se erigió un monumento en su honor en el lugar de su entierro, pero fue destruido en un ataque aéreo en 1941. Un monumento a él sobrevive en el centro de Ballymahon, también en la Abadía de Westminster con un epitafio escrito por Samuel Johnson.
"Oliver Goldsmith: Poeta, naturalista e historiador, que apenas dejó estilo de escritura sin tocar, y no tocó nada que no adornara. De todas las pasiones, tanto de las sonrisas como de las lágrimas, un maestro poderoso pero gentil. En genio, vívido, versátil, sublime. En estilo, claro, elevado, elegante". Epitafio escrito por el Dr. Johnson, traducido del latín original.

## Legado
Entre sus papeles se encontró el prospecto de una enciclopedia, que se llamaría Diccionario universal de las artes y las ciencias. Deseaba que fuera el equivalente británico de la Encyclopédie y debía incluir artículos exhaustivos de Samuel Johnson, Edmund Burke, Adam Smith, Edward Gibbon, Sir Joshua Reynolds, Sir William Jones, Fox y el Dr. Burney. Sin embargo, el proyecto no se llevó a cabo debido a la muerte de Goldsmith.